# 正野幸延
正野 幸信（まさの ゆきのぶ、1941年1月- ）は、日本の実業家。化学メーカーリケンテクノス元代表取締役社長。神奈川大学理事長。

## 略歴・人物
1941年、山形県新庄市で生まれた。1963年（昭和38年）に神奈川大学工学部応用化学科を卒業後、理研ビニル工業に入社。約10年間、技術者として新製品開発に没頭した。三重工場長などを経て、1997年（平成9年）に代表取締役社長に就任。社長在任中の2001年（平成13年）社名をリケンテクノス株式会社へ変更。2004年に退職後、大学同期生が助教授だった縁で2005年に神奈川大学評議員に就き、2014年から理事長を務める。みなとみらい21中央地区43街区での、2021年神奈川大学新キャンパス開校を目指している。

### 略歴[5]
- 1941年（昭和16年）1月 山形県新庄市生
- 1963年（昭和38年）3月 神奈川大学工学部応用化学科卒業
- 1963年（昭和38年）4月 理研ビニル工業株式会社入社
- 1989年（平成元年）4月 理研ビニル工業株式会社ファインコンパウンド部長
- 1991年（平成3年）10月 理研ビニル工業株式会社ファインコンパウンド事業部長
- 1994年（平成6年）6月 理研ビニル工業株式会社取締役三重工場長
- 1996年（平成8年）6月 理研ビニル工業株式会社代表取締役常務
- 1997年（平成9年）6月 理研ビニル工業株式会社代表取締役社長
- （2001年（平成13年）10月 社名をリケンテクノス株式会社へ変更）
- 2002年（平成14年）6月 リケンテクノス株式会社特別顧問 （ - 2004年（平成16年）7月）
- 2005年（平成17年）9月 学校法人神奈川大学評議員
- 2008年（平成20年）9月 学校法人神奈川大学常務理事
- 2014年（平成26年）9月23日　学校法人神奈川大学理事長